# Amastus persimilis
Amastus persimilis là một loài bướm đêm thuộc phân họ Arctiinae, họ Erebidae.